# Anna Ostroúmova-Lébedeva
 Anna Petrovna Ostroúmova-Lébedeva (cirílico ruso:  Анна Петровна Остроумова-Лебедев, San Petersburgo 17 j./5 de mayo g. de 1871-Petrogrado, 5 de mayo de 1955)  era una pintora, grabadora, xilógrafa, litógrafa, acuarelista y grafista rusa.

## Carrera profesional
Se formó en la Academia de arte e industria de Stieglitz y la Academia Imperial de las Artes de San Petersburgo, donde más tarde sería profesora. De 1898 a 1899, estudió en París en la Académie Colarossi, y también con James McNeill Whistler, en la Académie Carmen.
In 1900, Ostroumova se graduó, especializándose en grabados, y ese mismo año se unió al movimiento Mir iskusstva en San Petersburgo. En 1901, hizo una primera serie de xilografías con vistas de San Petersburgo, que le solicitó Sergei Diaghilev.
Vivió el sitio de Leningrado, en algún momento de 1934 se quedó ciega.
Ilustró muchos libros y obtuvo la Medalla por la Defensa de Leningrado.
Se casó con el químico Serguéi Vasílievich Lébedev en 1905.